# Justin Timberlake
Justin Randall Timberlake (Memphis, 31 januari 1981) is een Amerikaans singer-songwriter en acteur. Timberlake werd in de jaren negentig bekend als lid van de boyband *NSYNC. In 2002 bracht hij zijn eerste soloalbum Justified uit. Als acteur had hij rollen in diverse films waaronder The Social Network en In Time.

## Biografie
Timberlake is geboren en opgegroeid in Millington, een dorp naast Memphis, Tennessee. Hij heeft Ierse en Duitse wortels. Zijn ouders, Randall Timberlake en Lynn Bomar, zijn gescheiden geweest en hertrouwd. In 1993 maakt Timberlake zijn eerste stap in de showbusiness door zich aan te sluiten bij The Mickey Mouse Club. Daar ontmoette hij onder andere Britney Spears, Christina Aguilera, Ryan Gosling en Joshua Scott Chasez, later bekend als JC Chasez. Timberlake en Chasez besloten een boyband op te richten. Daarbij was ook Timberlakes vriend Chris Kirkpatrick betrokken. Lance Bass en Joey Fatone maakten de groep *NSYNC compleet.

### *NSYNC
De vijf leden komen in 1995 bij elkaar. Het door financier Lou Pearlman ingehuurde managementskoppel Donna en Johnny Wright besluit hen, in navolging van de Backstreet Boys, hun carrière te laten beginnen in Duitsland, om twee jaar later terug naar de Verenigde Staten te gaan. In 1998 brengt de groep het debuutalbum *NSYNC uit, dat een wereldwijd succes wordt. *NSYNC brengt nog twee albums uit en komt qua succes in de buurt van eerdere boybands als Take That en Backstreet Boys. Na het derde album in 2001 besluit Timberlake zich te gaan richten op een solocarrière. Ook was Timberlake te zien bij het laatste concert van Michael Jackson, waarbij hij een nummer met de broers van Jackson en Jackson zelf zingt.

### Justified
In 2002 begon Timberlake met het werken aan zijn eerste solo-album Justified, dat op 5 november 2002 uitkwam. Enkele maanden eerder maakte Timberlake zijn opwachting op de MTV Video Music Awards met zijn eerste single Like I Love You. Het nummer, geproduceerd door The Neptunes en met een gastoptreden van Clipse, werd een grote hit. Om het album te promoten gaat Timberlake samen met Christina Aguilera op tour. Op deze Justified/Stripped Tour verschijnen ook The Black Eyed Peas. In 2003 komen ook de singles Cry Me a River, Rock Your Body en Señorita uit. In 2004 gebruikte fastfoodketen McDonald's de single I'm Lovin' It, dat het eerste album niet haalde, in wereldwijde reclamecampagnes. Timberlake verkocht het nummer aan McDonald's en na het succes van de reclamecampagnes bracht hij de single ook uit, inclusief videoclip.

### FutureSex/LoveSounds

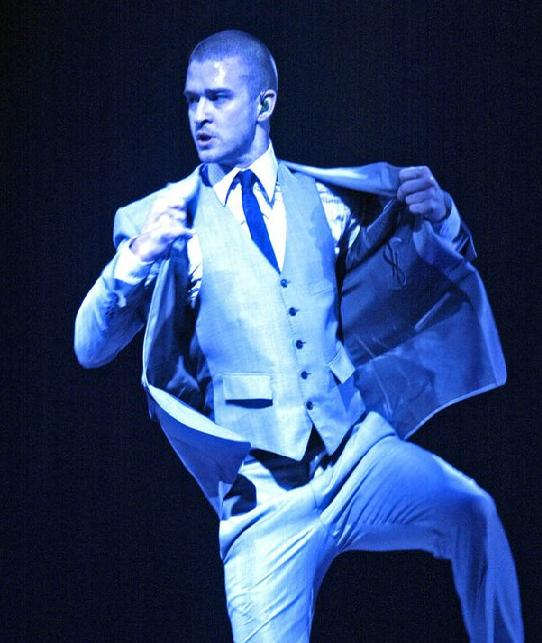
Timberlake tijdens een optreden in de FutureSex/LoveSounds Tour

In 2005 werkt Timberlake mee aan het album Monkey Business van The Black Eyed Peas. Ook maakt hij samen met rapper Nelly de single Work It en met Snoop Dogg de single Signs. Tevens begint hij zijn eigen platenmaatschappij Tennman Records. De Nederlandse zangeres Esmée Denters was de eerste artiest die Timberlake bij zijn platenmaatschappij onder zijn hoede nam. Het album FutureSex/LoveSounds kwam op 12 september 2006 uit. Al enkele maanden eerder kwam de eerste single SexyBack uit, gekenmerkt door een prominente electrosound. De tweede single My Love, met rapper T.I., werd ook een groot succes, net als derde single What Goes Around... Comes Around. In april 2007 wordt in de Verenigde Staten de vierde single van het album gelanceerd, Summer Love. De platenmaatschappij van Timberlake ziet voor Europa meer heil in LoveStoned, dat hier werd uitgebracht.
Timberlake gaat in juli 2007 op tournee in Europa en Japan, gevolgd door de Verenigde Staten in augustus 2007. Tussen de bedrijven door werkt hij ook nog met Madonna aan haar album Hard Candy. De eerste single 4 Minutes is een duet tussen de twee en werd een nummer 1-hit in vele landen, waaronder Nederland en België. In 2008 deed hij mee op Rihanna's nummer Rehab en scoorde daarmee in Nederland een top drie-notering.
Timberlake startte in 2008 samen met James Fauntleroy II en Rob Knox de schrijvers- en productiegroep The Y's op. Zij produceerden en schreven samen met T.I. diens single Dead and Gone, waar Timberlake als gastartiest aan meedeed. Deze groep werkte ook aan het nummer Magic, dat door veel Amerikaanse radiostations werd opgepikt terwijl het slechts een demo was. In 2009 werd deze, nu gepromoveerd tot een volwaardige single met Love Sex Magic als titel, uitgebracht door zangeres Ciara met Timberlake als gastartiest.

### The 20/20 Experience
Op 10 januari 2013 lanceerde Timberlake een countdown op zijn website met de boodschap "I'm Ready". Na een muziekpauze van zeven jaar was dit de aankondiging van de comebacksingle Suit & Tie, een samenwerking met Jay-Z. De tweede single Mirrors verscheen een maand later op 11 februari. Beiden waren afkomstig van het album The 20/20 Experience, dat in maart verscheen. Tunnel Vision werd in juni 2013 de derde en laatste single van het album. Het album werd in de Verenigde Staten meer dan twee miljoen keer verkocht en was daarmee de succesvolste studioalbum van het eerste deel van 2013.
In juli 2013 verscheen Jay-Z's twaalfde studioalbum Magna Carta Holy Grail. Als leadsingle werd Holy Grail uitgebracht, een samenwerking met Timberlake. 
Op 10 juli 2013 verscheen het nummer Take Back the Night als leadsingle van The 20/20 Experience: 2 of 2. Op 24 september 2013 werd het nieuwe album uitgebracht op iTunes. Eerder maakte Justin Timberlake al twee andere tracks bekend. Een samenwerkingsverband met Jay-Z leverde het nummer Murder op en ook de track Cabaret met rapper Drake staan op het album The 20/20 Experience: 2 of 2. Op het einde van 2013 ging Timberlake ook opnieuw op tour. De artiest is ook naar Europa gekomen waaronder naar het Gelredome en het Sportpaleis Antwerpen.

### Can't stop the feeling!
In mei 2016 bracht Timberlake zijn nieuwe single Can't Stop the Feeling! uit. Het is geschreven voor de soundtrack van de film Trolls, die in première ging op 8 oktober 2016. Op 14 mei 2016 verzorgde Timberlake met het nummer een gastoptreden tijdens de finale van het Eurovisiesongfestival 2016. Can't stop the feeling! kwam in de Verenigde Staten binnen op de eerste plaats van de Billboard Hot 100, waarmee het zijn vijfde Amerikaanse nummer 1-hit werd. In verschillende andere landen behaalde het nummer ook een topnotering in de hitparades, waaronder in Nederland en Vlaanderen. In Nederland werd het de tweede nummer 1-hit voor Timberlake, na 4 Minutes uit 2008.

### Privéleven
Timberlake heeft relaties gehad met Britney Spears, Alyssa Milano, Fergie en Cameron Diaz. In 2007 kreeg hij een relatie met actrice Jessica Biel. Het stel ging in maart 2011 uit elkaar, maar kwam weer samen en trouwde op 12 oktober 2012. Hun eerste kind, een zoon, werd geboren in 2015.

## Incidenten en andere projecten

### 2004 Super Bowl-incident
Tijdens de finale van de 38e Super Bowl (American football kampioenschappen) traden Timberlake en zangeres Janet Jackson gezamenlijk op. Het optreden werd live uitgezonden door CBS. Aan het einde van Rock Your Body (met als laatste zin "I"m gonna have you naked by the end of the song" (dat "Aan het eind van het lied krijg ik je naakt" betekent) trekt Timberlake aan de kleding van Jackson. Hierbij werd de rechterborst onthuld, slechts bedekt door een tepelbeschermer. Timberlake en Jackson spraken direct van een ongeluk. Later zou Timberlake toegeven dat er van enige opzet sprake was, maar dat het niet de bedoeling was dat het zo ver zou komen. Televisiezender CBS kreeg door dit incident een recordaantal van 200.000 klachten binnen van mensen die dit niet gepast vonden.
Als gevolg van dit incident worden vele sportevenementen met optredens uitgezonden met een vertraging van vijf seconden. Dit incident heeft vele parodieën tot gevolg gehad. Timberlake en Jackson werden geweerd voor de Grammy Awards van 2004, tenzij ze publiekelijk hun verontschuldigingen zouden aanbieden. Jackson weigerde, Timberlake gaf schriftelijke excuses tijdens het ontvangen van zijn twee Grammy's (beste popalbum en beste pop-optreden).

### Spuugincident
In juni 2007 heeft Timberlake vanaf het dak van een hotel in Zweden een aantal jonge fans bespuugd. Vlak daarvoor bij het binnen gaan van zijn hotel, toen hij weigerde te stoppen voor foto's, heeft iemand fuckface naar hem geroepen. Later zou de zanger vanaf het dak van zijn hotel de wachtende fans hebben bekogeld met pingpongballetjes. Vervolgens heeft hij van het dak gespuugd.

### Carrière als acteur
Naast zijn zangcarrière houdt hij zich ook bezig met acteren. Timberlake heeft al enkele kleine en grote rollen in films (o.a. de misdaadfilm Alpha Dog) en televisieseries gespeeld.
Ook speelde hij in 2010 in de film The Social Network. Deze film gaat over de oprichters van Facebook en hij speelt hierin Sean Parker. In 2011 speelde hij in de film Friends with Benefits met als tegenspeelster Mila Kunis. In 2013 vertolkte hij een belangrijke nevenrol in de muzikale tragikomedie Inside Llewyn Davis (Coen Brothers).

### William Rast
Timberlake heeft sinds 2005 ook een kledinglijn, William Rast, samen met een van zijn beste vrienden Trace Ayala. Ze noemen het zelf: 'Street Sexy at Social Hollywood'. Ze vonden inspiratie voor hun lijn in hun lievelingsfilm The Outsiders uit 1983.

### Restaurants
Timberlake is mede-eigenaar van Chi, een restaurant/club in Los Angeles. Hij investeerde ook al in het restaurant Destino's in New York, wat van zijn vriend Eytan Sugarman is. Sinds kort heeft hij nog een nieuw restaurant in New York, samen met Trace Ayala en diezelfde Eytan Sugarman: Southern Hospitality. De keuken is barbecue, en de gerechten zijn afkomstig uit Memphis, Timberlakes geboortestad.

### Tennman Records
In 2007 richt Timberlake zijn eigen muzieklabel op: Tennman Records. De Nederlandse zangeres Esmée Denters is de eerste artiest die bij het label tekent.

## Discografie
Albums:
- Justified (2002)
- FutureSex/LoveSounds (2006)
- The 20/20 Experience (2013)
- The 20/20 Experience: 2 of 2 (2013)
- The 20/20 Experience: The Complete Experience (2013)
- Man of the Woods (2018)
- Everything I Thought It Was (2024)

## Films
- Disney Channel Movie : Model Behavior (2000) - Jason Sharpe
- Longshot (2000) - Valet
- Saturday Night Live (sketch comedy-show) - diverse gastoptredens in 2000, 2003, 2005 en 2013
- Edison (2005) - Polak
- Alpha Dog (2006) - Frankie Ballenbacher
- Southland Tales (2007) - Piloot Abilene
- Black Snake Moan (2007) - Ronnie
- Shrek the Third (2007) - Arthur "Artie" Pendragon (stem)
- The Love Guru (2008) - Jacques 'Le Coq' Grande
- The Open Road (2009) - Carlton Garrett
- The Social Network (2010) - Sean Parker
- Yogi Bear (2010) - Boo Boo (stem)
- Bad Teacher (2011) - Scott Delacorte
- In Time (2011) - Will Salas
- Friends with Benefits (2011) - Dylan
- Trouble with the Curve (2012) - Johnny
- Inside Llewyn Davis (2013) - Jim
- Runner Runner (2013) - Richie Furst
- Trolls (2016) - Branch (stem)
- Popstar: Never Stop Never Stopping (2016) -  Tyrus Quash
- Wonder Wheel (2017) - Mickey Rubin
- Trolls 2 wereldtour (2020) - branch (stem)
- Palmer (2021) - Eddie Palmer
- trolls 3 in harmonie (2023) - branch (stem)
- Reptile (2023) - Will Grady